# Сахаутдінов Венер Газізович
Венер Газізович Сахаутдінов  (нар. 1 січня 1939, Кінзябаєво, Башкирська АРСР — 6 січня 2019, Уфа) — хірург, член-кореспондент АН Республіки Башкортостан (1995), доктор медичних наук (1975), професор (1975), заслужений діяч науки РРФСР (1990), Башкирської АРСР (1983), заслужений лікар Республіки Башкортостан (1993), винахідник СРСР, відмінник охорони здоров'я Росії (1991). Депутат Державних Зборів (1995).

## Біографія
Венер Газізович Сахаутдінов народився 1 січня 1939 року в с. Кінзябаєво Юмагузинського району Башкирської АРСР, нині Куюргазинського району Республіки Башкортостан.
В 1962 році закінчив Башкирська медичний інститут. Після закінчення інституту працював лікарем-хірургом Сібайської міської лікарні. У 1966—1968 роках навчався в аспірантурі Академії медичних наук СРСР.
У БДМІ працював з 1969 року асистентом, деканом, завідувачем кафедри, одночасно у 1982—1989 рр. ректор.
У 1995 році обраний депутатом Державних Зборів — Курултаю Республіки Башкортостан від Зарічного виборчого округу № 51 м. Уфи.
Наукові напрямки роботи Сахаутдінова: хірургічне лікування остеомієліту, патології товстого кишечника, хірургія легень і гнійних хвороб.
Ним створена в республіці хірургічна школа. Його учнями є 8 докторів та 40 кандидатів наук.
Сім'я: дружина, дві дочки.

## Праці
- Сахаутдінов Венер Газізович — автор понад 500 наукових праць, зокрема 10 монографій, 40 винаходів.
- Хирургическое лечение хронической неспецифической пневмонии в хирургической клинике. Ереван: Айстан, 1971 (співавтор).
- Остеомиелит. М.: Медгиз, 1985.

## Нагороди
- Нагороджений орденом Пошани (1993)